# Италија (римска провинција)
Италија (лат. Italia) под римском влашћу никада није била провинција у ужем смислу ријечи, него подручје које је, прво под Републиком, а потом под Царством, имало посебан статус. Само значење појма Италија се мијењало у римском периоду. На почетка се под тим подразумијевала само данашња средња и јужна Италија (не рачунајући острва као што су Сицилија и Сардинија). Подручје сјеверно од ријеке Рубикон, односно данашња сјеверна Италија, је од 3. вијека п. н. е. организовано као провинција Цисалпска Галија, да би тек крајем 1. вијека п. н. е. у доба цара Октавијана Августа била административно припојена Италији, која је подијељена у 11 регија.
Крајем Савезничког рата, Рим је дозволио својим италијанским савезницима пуноправан статус у римском друштву и дао римско грађанско право свим италским народима. 
Италија је од свих провинција царства уживала највеће благостање, привредну и културну развијеност, односно друге благодати Pax Romana. Међутим, криза 3. вијека и све већи притисак варвара почиње погађати Италију која губи примат у односу на друге провинције, прије свега на истоку царства, поготово када је Константин Велики пријестоницу премјестио у Други Рим. Италија је, међутим, задржала своју јединствену управну структуру и након подјеле царства, када је припала Западу, а и након пада самог царства, под управом Одоакра, остроготских краљева и краткотрајном византијском влашћу. Велика сеоба Лангобарда 553. године је, међутим, довела до стварања нових политичких ентитета на тлу Италије, односно политичке разједињености која неће бити уклоњена до уједињења Италије у 19. вијеку.